# Leioproctus delahozii
Leioproctus delahozii is een vliesvleugelig insect uit de familie Colletidae. De wetenschappelijke naam van de soort is voor het eerst geldig gepubliceerd in 1973 door Toro.